# Ligne C du métro de New York
 (janvier 2022).
Si vous disposez d'ouvrages ou d'articles de référence ou si vous connaissez des sites web de qualité traitant du thème abordé ici, merci de compléter l'article en donnant les références utiles à sa vérifiabilité et en les liant à la section « Notes et références ».
Pour les articles homonymes, voir Ligne C.
La C Eighth Avenue Local est une ligne (au sens de desserte ou service en anglais) du métro de New York. Sa couleur est le bleu étant donné qu'elle circule sur l'IND Eighth Avenue Line sur la majorité de son tracé à Manhattan. Elle est issue du réseau de l'ancien Independent Subway System (IND) et rattachée à la Division B. La desserte C fonctionne toute la journée, sauf pendant la nuit (late nights) entre 0h00 et 06h30. Elle comporte 40 stations, et est souterraine sur l'intégralité de son tracé.
Son circuit normal relie la station de 168th Street dans le quartier de Washington Heights dans le nord de Manhattan à la station Euclid Avenue, à Brooklyn. La ligne C fonctionne en omnibus (local) dans Manhattan et à Brooklyn, en complément de la desserte A qui circule en express la journée. La nuit (après minuit) quand la ligne C ne fonctionne plus, la A dessert son circuit en local.

## Histoire

Ancien icône de la ligne CC de 1967 jusqu'en 1979.

## Caractéristiques

### Stations

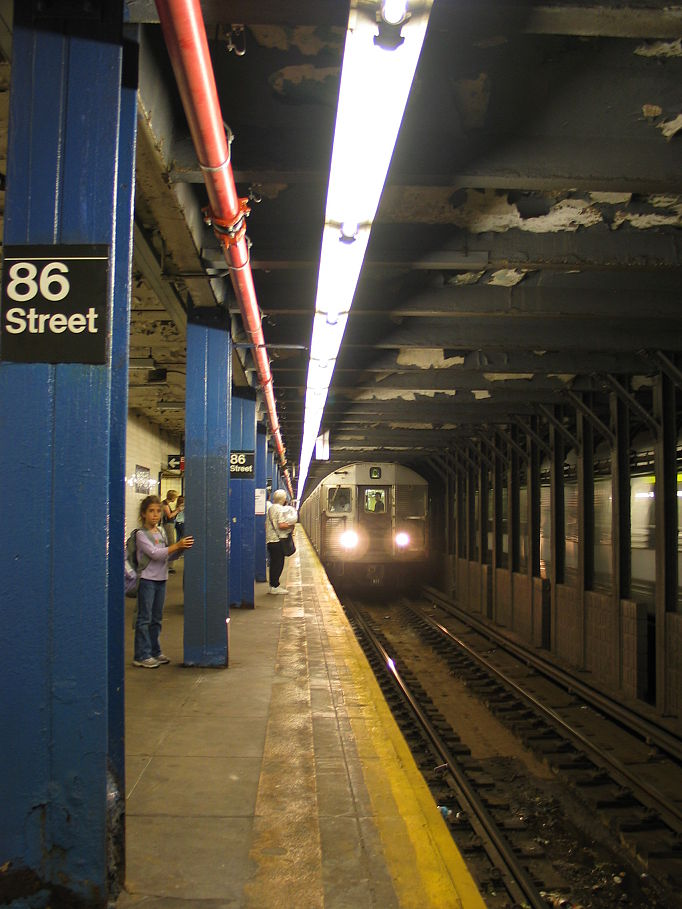
Une rame de métro arrivant aux quais de la station de la, sur la ligne C du métro de New York (États-Unis).

| Légende | Légende                                                   |
| ------- | --------------------------------------------------------- |
|         | Sert toujours cette station                               |
|         | Sert toujours cette station, sauf la nuit                 |
|         | Service limité                                            |
|         | Sert cette station durant la nuit                         |
|         | Sert toujours cette station, sauf aux heures de pointe    |
|         | Sert cette station durant les heures de points            |
|         | Sert cette station durant la semaine                      |
|         | Sert cette station durant la nuit et les fins de semaines |
|         | Sert cette station durant les fins de semaines            |

|           | Station                                 | Horaires                    | Correspondances                         |
| Manhattan | Manhattan                               | Manhattan                   | Manhattan                               |
| --------- | --------------------------------------- | --------------------------- | --------------------------------------- |
|           | 168th Street                            | Tout le temps, sauf la nuit | (A) · (1)                               |
|           | 163 rd Street-Amsterdam Avenue          | Tout le temps, sauf la nuit | (A)                                     |
|           | 155th Street                            | Tout le temps, sauf la nuit | (A)                                     |
|           | 145th Street                            | Tout le temps, sauf la nuit | (A) · (B) · (D)                         |
|           | 135th Street                            | Tout le temps, sauf la nuit | (A) · (B)                               |
|           | 125th Street                            | Tout le temps, sauf la nuit | (A) · (B) · (D)                         |
|           | 116th Street                            | Tout le temps, sauf la nuit | (A) · (B)                               |
|           | 110th Street-Cathedral Parkway          | Tout le temps, sauf la nuit | (A) · (B)                               |
|           | 103 rd Street                           | Tout le temps, sauf la nuit | (A) · (B)                               |
|           | 96th Street                             | Tout le temps, sauf la nuit | (A) · (B)                               |
|           | 86th Street                             | Tout le temps, sauf la nuit | (A) · (B)                               |
|           | 81st Street-Museum of Natural History   | Tout le temps, sauf la nuit | (A) · (B)                               |
|           | 72nd Street                             | Tout le temps, sauf la nuit | (A) · (B)                               |
|           | 59th Street-Columbus Circle             | Tout le temps, sauf la nuit | (A) · (B) · (1) · (2)                   |
|           | 50th Street                             | Tout le temps, sauf la nuit | (A) · (E)                               |
|           | 42nd Street-Port Authority Bus Terminal | Tout le temps, sauf la nuit | Port Authority Bus Terminal             |
|           | 34th Street-Penn Station                | Tout le temps, sauf la nuit | Amtrak LIRR NJT                         |
|           | 23 rd Street                            | Tout le temps, sauf la nuit | (A) · (E)                               |
|           | 14th Street                             | Tout le temps, sauf la nuit | (A) · (E) · (L)                         |
|           | West Fourth Street-Washington Square    | Tout le temps, sauf la nuit | (A) · (E) · (B) · (D) · (F) · (M)       |
|           | Spring Street                           | Tout le temps, sauf la nuit | (A) · (E)                               |
|           | Canal Street                            | Tout le temps, sauf la nuit | (A) · (E)                               |
|           | Chambers Street                         | Tout le temps, sauf la nuit | (A) · (E) · (2) · (3)                   |
|           | Fulton Street                           | Tout le temps, sauf la nuit | (A) · (2) · (3) · (4) · (5) · (J) · (Z) |
| Brooklyn  |                                         |                             |                                         |
|           | High Street-Brooklyn Bridge             | Tout le temps, sauf la nuit | (A)                                     |
|           | Jay Street – MetroTech                  | Tout le temps, sauf la nuit | (A) · (F) · (N) · (R) · (W)             |
|           | Hoyt-Schermerhorn Streets               | Tout le temps, sauf la nuit | (A) · (G)                               |
|           | Lafayette Avenue                        | Tout le temps, sauf la nuit | (A)                                     |
|           | Clinton-Washington Avenues              | Tout le temps, sauf la nuit | (A)                                     |
|           | Franklin Avenue                         | Tout le temps, sauf la nuit | (A) · (SF)                              |
|           | Nostrand Avenue                         | Tout le temps, sauf la nuit | LIRR                                    |
|           | Kingston-Throop Avenues                 | Tout le temps, sauf la nuit | (A)                                     |
|           | Utica Avenue                            | Tout le temps, sauf la nuit | (A)                                     |
|           | Ralph Avenue                            | Tout le temps, sauf la nuit | (A)                                     |
|           | Rockaway Avenue                         | Tout le temps, sauf la nuit | (A)                                     |
|           | Broadway Junction                       | Tout le temps, sauf la nuit | (A) · (J) · (Z) · (L)                   |
|           | Liberty Avenue                          | Tout le temps, sauf la nuit | (A)                                     |
|           | Van Siclen Avenue                       | Tout le temps, sauf la nuit | (A)                                     |
|           | Shepherd Avenue                         | Tout le temps, sauf la nuit | (A)                                     |
|           | Euclid Avenue                           | Tout le temps, sauf la nuit | (A)                                     |